# Schererville (Indiana)
Schererville es un pueblo ubicado en el condado de Lake en el estado estadounidense de Indiana. En el Censo de 2010 tenía una población de 29243 habitantes y una densidad poblacional de 764,7 personas por km².

## Geografía
Schererville se encuentra ubicado en las coordenadas 41°29′7″N 87°26′36″O / 41.48528, -87.44333. Según la Oficina del Censo de los Estados Unidos, Schererville tiene una superficie total de 38.24 km², de la cual 38.1 km² corresponden a tierra firme y (0.36%) 0.14 km² es agua.

## Demografía
Según el censo de 2010, había 29243 personas residiendo en Schererville. La densidad de población era de 764,7 hab./km². De los 29243 habitantes, Schererville estaba compuesto por el 86.85% blancos, el 5.44% eran afroamericanos, el 0.19% eran amerindios, el 2.81% eran asiáticos, el 0.01% eran isleños del Pacífico, el 2.92% eran de otras razas y el 1.78% pertenecían a dos o más razas. Del total de la población el 10.59% eran hispanos o latinos de cualquier raza.